# 大勲位菊花章頸飾
大勲位菊花章頸飾（だいくんいきっかしょうけいしょく、英: Collar of the Supreme Order of the Chrysanthemum）は、日本の勲章の一つで、その最高位に位置する。また、日本の勲章では唯一、頸飾（けいしょく、ネックレスの意）の形状をとる。

## 概要

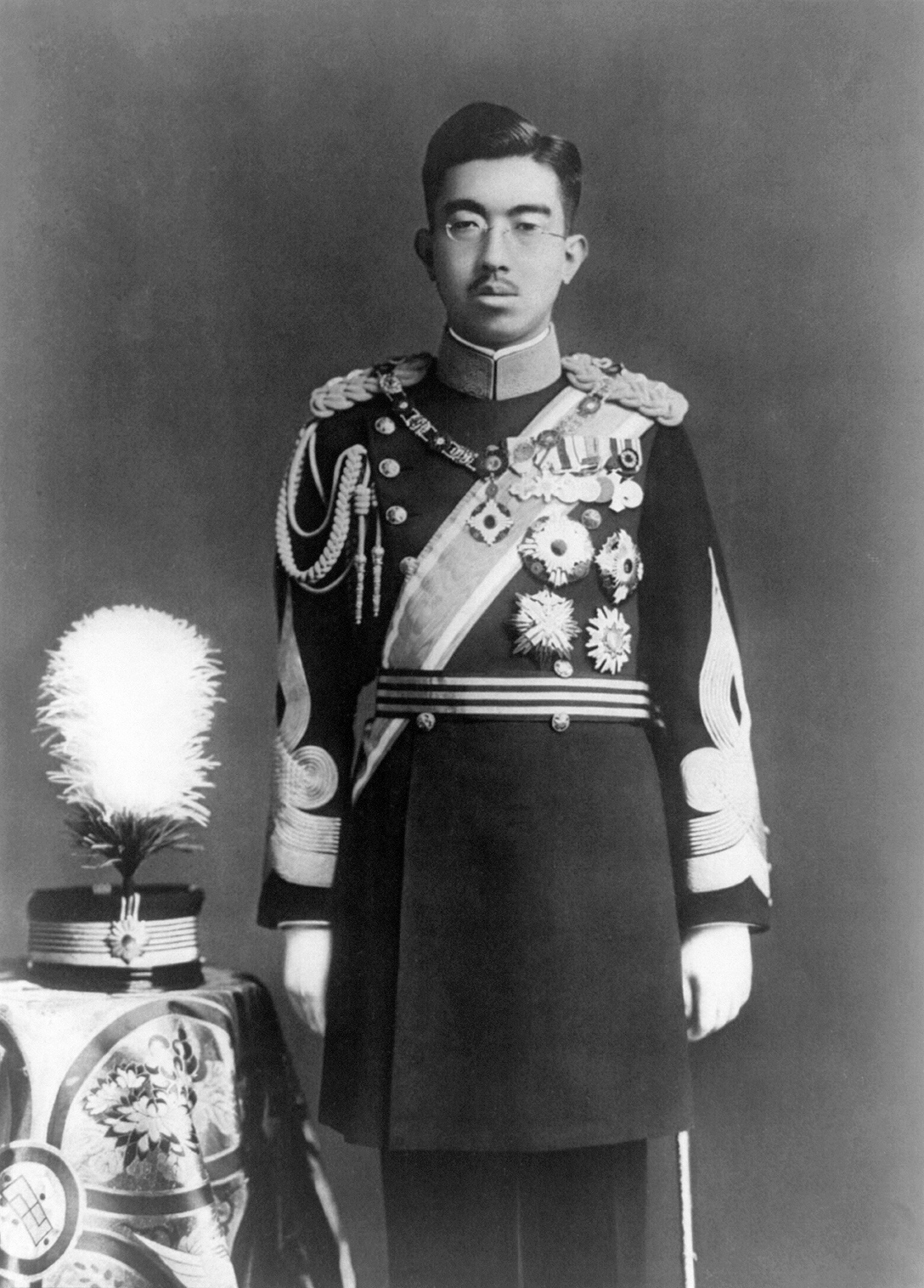
大勲位菊花章頸飾を佩用した昭和天皇

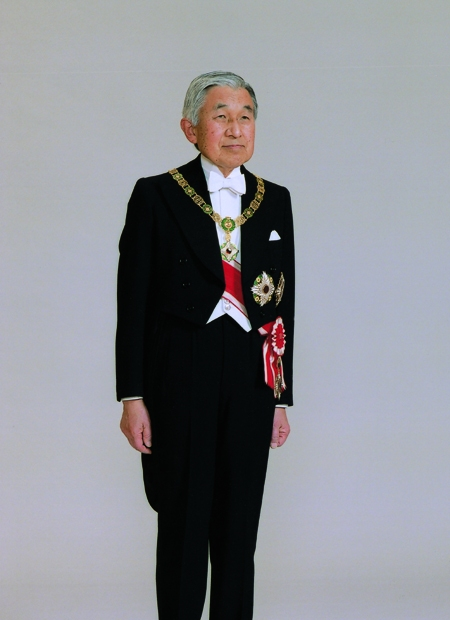
大勲位菊花章頸飾を佩用した上皇明仁

大勲位菊花章頸飾は、1888年（明治21年）1月4日に、宝冠章及大勲位菊花章頸飾ニ関スル件（明治21年1月4日勅令第1号）により制定された。その形状は当初、各種勲章及大勲位菊花章頸飾ノ図様（明治21年閣令第21号）に定められたが、2003年（平成15年）11月3日の栄典制度改革により、各種勲章及び大勲位菊花章頸飾の制式及び形状を定める内閣府令（平成15年内閣府令第54号）に改めて定められた。
制定時から今日に至るまで最高位の勲章で、なおかつ唯一全ての構成部品が22Kの金製の勲章でもある。副章（純銀製）と合わせると491.5グラムの重さがある。また22Kを素材とするため製造原価が高い。
天皇は、勲章親授式や新年祝賀の儀などの際には、大勲位菊花章頸飾・大綬章と桐花大綬章・正副章、また時には瑞宝大綬章の副章も合わせた計5点の勲章を佩用するため、衣装はかなり重くなる。2003年（平成15年）の栄典制度改正後に当時皇位にあった明仁天皇が正装で臨んだ際は、燕尾服に副章は大勲位菊花大綬章と桐花大綬章の2つのみを佩用し、瑞宝大綬章の副章を佩用していなかった。賞勲局職員によれば、昭和天皇があるとき「（親授式で）長く立っているのは苦にならないが、はやく（親授式を）終えてこの重い勲章を外したいよ」と漏らしたという。また、2つ以上の勲章を佩用するための燕尾服はそれ専用に左右の型紙が違い、右側のアームホールが小さく出来ており、副章の佩用で左側がずり落ちるのを防止している。副章が2つのみなのは、高齢となった天皇への配慮もあったと思われる。
大勲位菊花章頸飾を佩用する際は、同時に大勲位菊花大綬章の副章も頸飾の副章として左胸に佩用する。後述するが、頸飾は大勲位菊花大綬章受者に加授されるか、受章者が大勲位菊花大綬章を授与されていない場合は大勲位菊花大綬章と共に授与される。外国元首などの場合は後者に該当し、頸飾章と同時に大勲位菊花大綬章を授与されるため、佩用の際には大勲位菊花大綬章の副章を用いる。

## 意匠・佩用式

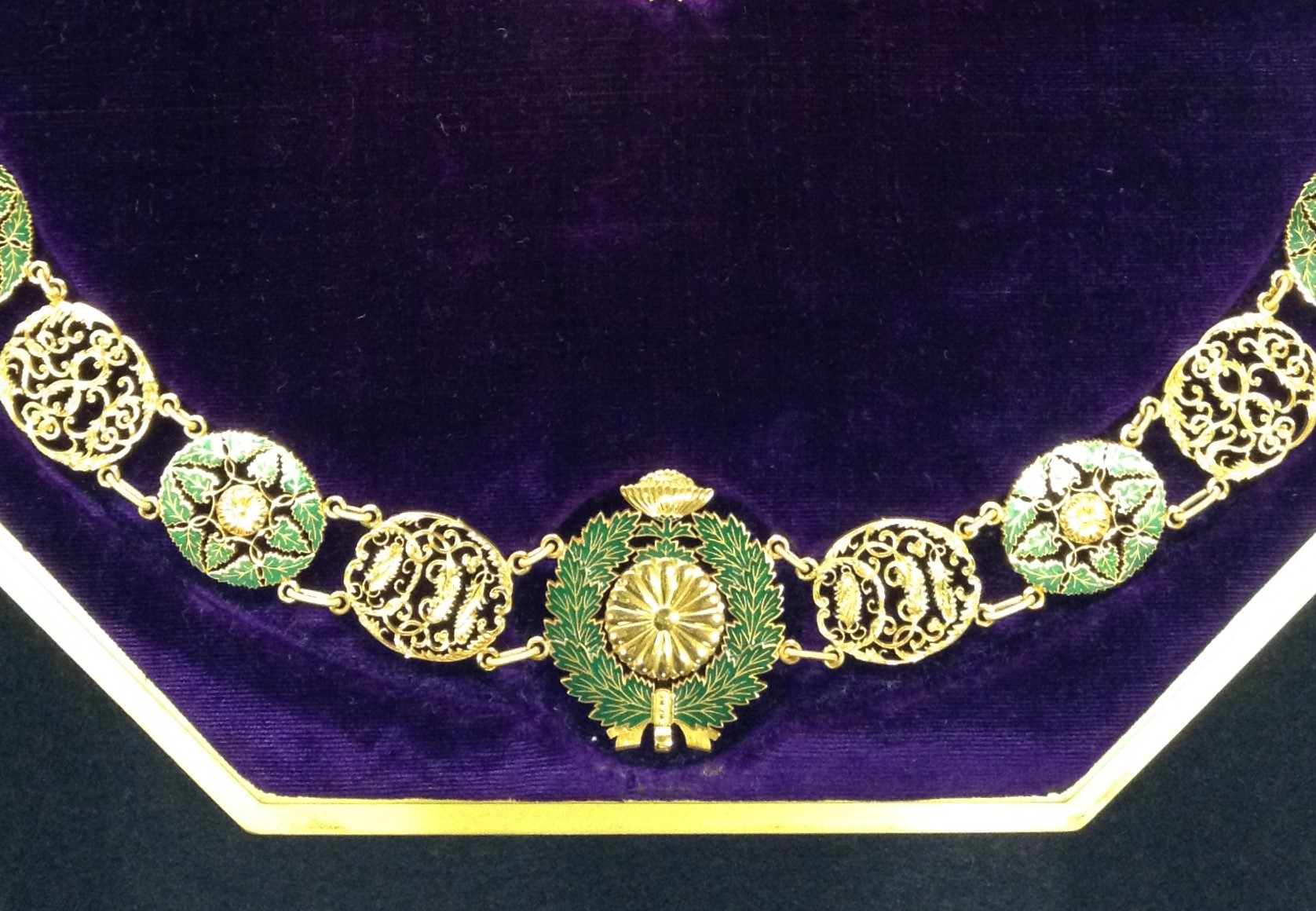
大勲位菊花章頸飾

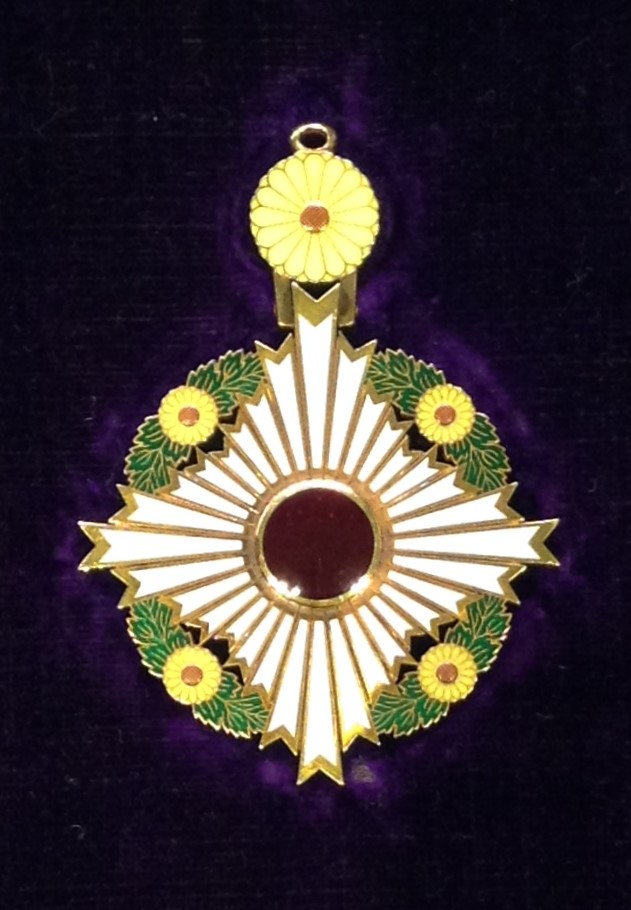
大勲位菊花章頸飾

大勲位菊花章頸飾の意匠は、頸飾の中央を七宝製緑色の菊葉に抱かれた金色の菊花とし、それに古篆字の「明」と「治」、七宝製緑色の菊葉に囲まれた金色の菊花の3種文様の金具を繋げて楕円形の連環とする（宝冠章及大勲位菊花章頸飾ニ関スル件2条2項）。「明」「治」は菊葉を挟んで左右各3組配されるが、それぞれ右側（向かって左）は右横書き、左側（向かって右）は左横書きに並ぶ。連環を構成する楕円形部品の長径は28mm、中央の菊葉は39mmである（各種勲章及び大勲位菊花章頸飾の制式及び形状を定める内閣府令6条）。「明」「治」の古篆字は、この勲章が制定された当時の元号「明治」を意味する。正章と鈕の意匠は大勲位菊花大綬章の正章とほぼ同じで、四方に伸びた旭光を4つの菊葉と菊花で囲む図様であるが、章の直径は55mmと大綬章のそれより小さい。前述の通り、大綬章正章とほとんど変わらない意匠ではあるが、頸飾の正章は白色七宝の旭光の面積が若干多めで絞りが少なく、菊花菊葉の刻印はやや小さめになっており、雰囲気が少々異なる。鈕の裏には大勲位菊花大綬章と同じく「大勲旌章」の文字が刻まれている。2003年（平成15年）の栄典制度改正の際にも意匠は変更されておらず、制定以来の意匠を保持している。

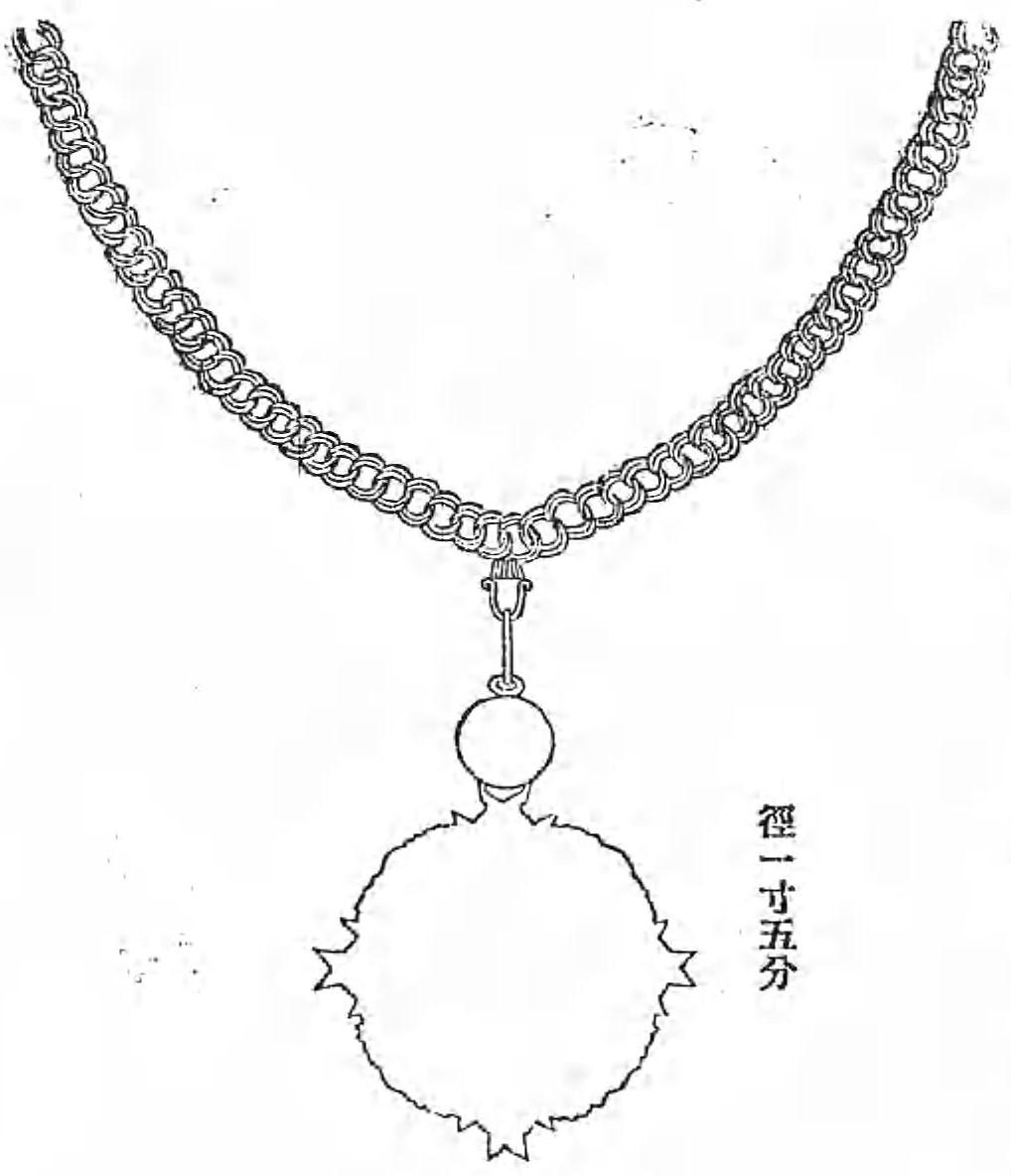
大勲位菊花章頸飾の略鎖と略章の図。

通常、大礼服や燕尾服など最高礼装の上着の上から佩用するが、略鎖を用いて佩用する場合は、モーニングコートなどの通常礼装でも佩用が許可され、その際には純金製の細かな鎖（略鎖）を用いて、一般的な中綬章のように、より小型の略章（直径は45mm）を喉元に佩用する。
また、大勲位菊花章頸飾を佩用する時、多くの場合は慣例として大勲位菊花大綬章の正章（大綬章）を併佩しない。これは、同一勲章で上位にあるものを佩用する場合、その下位勲章を同時佩用することが認められないことによる。大勲位菊花大綬章は、同じ菊花章である大勲位菊花章頸飾の下位勲章にあたり、天皇が正装する際、大勲位菊花章頸飾を佩用し、勲一等旭日桐花大綬章（現在は「桐花大綬章」）の大綬を帯び、胸には、大勲位菊花章・勲一等旭日桐花大綬章・勲一等瑞宝章の各副章を着けるのが正式である。ただし、外国元首など、大勲位菊花章頸飾と大勲位菊花大綬章しか持たない場合、大勲位菊花章頸飾に大勲位菊花大綬章の正章（大綬章）を佩用しても差し支えないとされている。
勲章佩用式（明治21年11月17日勅令第76号）
第一条 大勲位菊花章ハ頸飾ヲ以テ喉下ニ佩ヒ其副章ヲ左肋ニ佩フ大綬ヲ以テ佩フル時ハ右肩ヨリ左脇ヘ垂レ其副章ハ左肋ニ佩フ
これは、同じ種類の勲章は、基本的に授与された中から最上位のものしか佩用できないためである。よって、他の種類の勲章（例えば桐花大綬章など）を授与されている場合には、その中で最高位の大綬・正章・副章を併佩することとなっている。
国賓として日本を訪れる外国元首の多くは、大勲位菊花章頸飾と大勲位菊花大綬章を併佩する。これは、国際儀礼上のプロトコルでは、相手国から贈られた勲章を基本的に第一序列に全て佩用することになっており、菊花章頸飾と菊花大綬章を同時に贈られることが多いからである。

## 運用

### 授与基準

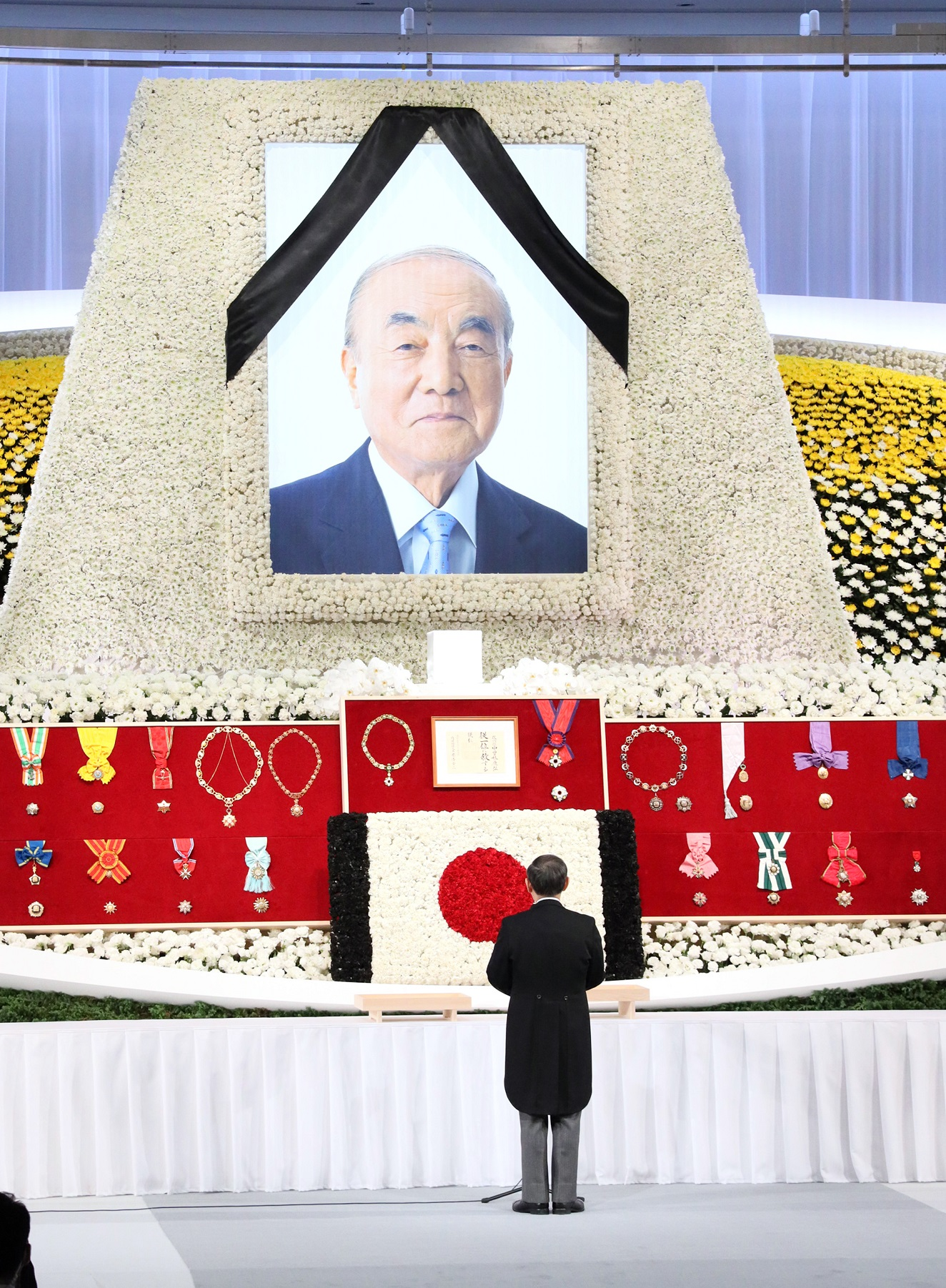
中曽根康弘の内閣・自由民主党合同葬にて供えられた大勲位菊花章頸飾（中央左）（2020年10月17日、グランドプリンスホテル新高輪にて）

大勲位菊花章頸飾の授与基準については、「大勲位ニ叙セシ者ニ特別之ヲ賜フ」とのみ定められている（宝冠章及大勲位菊花章頸飾ニ関スル件2条1項）。つまり、日本国の最高勲章として、更に卓越した功績を成した者に対し大勲位菊花大綬章と共に授与されるか、すでに大勲位菊花大綬章を受章した者に加授されることになるが、外国元首への儀礼的叙勲を除くと叙勲例は非常に少なく、生前授与の例はさらに限られる。
栄典制度改正後の勲章の授与基準（平成15年5月20日閣議決定）に大勲位菊花章頸飾についての記述はなく、「旭日大綬章又は瑞宝大綬章を授与されるべき功労より優れた功労のある者に対しては、第1項の規定にかかわらず、桐花大綬章又は大勲位菊花大綬章を特に授与することができるものとする。」と記されるのみである。しかし、特に記述を改めていない物に関しては制定以来の法令に従うため、大勲位菊花章頸飾は前述の法令文の通り、「大勲位」菊花大綬章を授与された者に対して「特別」に授与される勲章とされ、大勲位菊花章頸飾の授与対象は大勲位菊花大綬章をすでに授与されている者に限ると解される。
また、大勲位菊花大綬章を授与されていない者が大勲位菊花章頸飾を授与される場合は、必ず同時に大勲位菊花大綬章も授与される。

### 天皇・皇族への運用
皇族に対する叙勲は、日本国憲法下では実例がない。
天皇では、1989年（昭和64年）1月7日に明仁が、2019年（令和元年）5月1日に徳仁が、それぞれ皇位継承に伴い儀礼・儀式の際に身に付けるための勲章として桐花大綬章・文化勲章とともに政府からの譲与を受け佩用している。

### 外国人に対する儀礼的叙勲での運用
外国人への儀礼叙勲等では、戦後は国家元首のうちで立憲君主制の皇帝、国王、大公、首長などに対して贈られていた。またその際、大勲位菊花大綬章を同時に贈る例が多い。これに対し、王族籍を持たず、選挙などで国民から選出される大統領に対しては、一階級下の大勲位菊花大綬章を贈るのが慣例であるが、大勲位菊花章頸飾が王族ではない大統領に贈られた例は過去に2度あり、1度目は日米修好通商条約100周年にあたる1953年（昭和28年）に、アメリカ合衆国大統領のドワイト・D・アイゼンハワーへ大勲位菊花大綬章と同時に贈られている。2度目は1976年（昭和51年）、ブラジル大統領のエルネスト・ガイゼルの訪日の際であり、同大統領は大綬章ではなく頸飾を強く希望したという経緯がある。
基本的にこれ以外のケースでは、天皇・皇族の外国公式訪問や、国賓として接待する大統領クラスの国家元首に対して贈る勲章は大勲位菊花大綬章であって、頸飾ではないことが内閣公文書により示されており、平成期に入ってからの大統領の国賓訪問などでも、大綬章を佩用した姿は数多く写真で残っているが、頸飾を着けた写真は全く存在せず、一般的には大統領への儀礼叙勲は大勲位菊花大綬章である。

## 受章者一覧
天皇・皇族および外国人受章者以外で、生前に頸飾を授与された者は7名である。日本国憲法施行後は、外国人受章者以外では、内閣総理大臣を長年に渡り務めた吉田茂、佐藤栄作、中曽根康弘、安倍晋三が没後に追贈されている（安倍の場合は生前に叙勲を受けていなかったため、大勲位菊花大綬章も同時に追贈）。

### 天皇
| 名前     | 受章年月日               | 備考                     |
| -------- | ------------------------ | ------------------------ |
| 明治天皇 | 1888年（明治21年）1月4日 | 勲章制定にあたり、佩用。 |
| 明仁     | 1989年（昭和64年）1月7日 | 皇位継承に伴い、佩用。   |
| 徳仁     | 2019年（令和元年）5月1日 | 皇位継承に伴い、佩用。   |

※大正天皇と昭和天皇は即位前に授与されているので皇族欄に記載。

### 皇族
| 名前                           | 地位               | 受章年月日                | 備考                                                               |
| ------------------------------ | ------------------ | ------------------------- | ------------------------------------------------------------------ |
| 有栖川宮熾仁親王               | 皇族、陸軍大将     | 1895年（明治28年）1月16日 | 没後受勲。現在は國學院大學博物館所蔵                               |
| 小松宮彰仁親王                 | 皇族、元帥陸軍大将 | 1895年（明治28年）8月5日  |                                                                    |
| 北白川宮能久親王               | 皇族、陸軍大将     | 1895年（明治28年）11月1日 | 没後受勲。日清戦争中、台湾・台南において戦病死。                   |
| 皇太子嘉仁親王（後の大正天皇） | 皇族               | 1900年（明治33年）5月10日 | 成婚に伴い受章                                                     |
| 有栖川宮威仁親王               | 皇族、元帥海軍大将 | 1913年（大正2年）7月7日   | 没後受勲                                                           |
| 伏見宮貞愛親王                 | 皇族、元帥陸軍大将 | 1916年（大正5年）1月19日  |                                                                    |
| 皇太子裕仁親王（後の昭和天皇） | 皇族               | 1921年（大正10年）9月24日 | 同月に、ヨーロッパ諸国歴訪から帰朝し受章、11月25日に摂政宮に就任。 |
| 閑院宮載仁親王                 | 皇族、元帥陸軍大将 | 1921年（大正10年）9月24日 | 皇太子のヨーロッパ歴訪に随行、共に帰朝し受章                       |
| 東伏見宮依仁親王               | 皇族、元帥海軍大将 | 1922年（大正11年）6月27日 | 没後受勲                                                           |
| 久邇宮邦彦王                   | 皇族、元帥陸軍大将 | 1929年（昭和4年）1月27日  | 没後受勲、香淳皇后の実父                                           |
| 伏見宮博恭王                   | 皇族、元帥海軍大将 | 1934年（昭和9年）4月29日  |                                                                    |
| 梨本宮守正王                   | 皇族、元帥陸軍大将 | 1942年（昭和17年）4月4日  |                                                                    |

### 一般受章者
| 氏名       | 主な役職                           | 受章年月日                 | 階級位階勲等功級爵位等             | 備考                                             |
| ---------- | ---------------------------------- | -------------------------- | ---------------------------------- | ------------------------------------------------ |
| 伊藤博文   | 内閣総理大臣                       | 1906年（明治39年）4月1日   | 従一位大勲位公爵                   |                                                  |
| 大山巌     | 陸軍大臣、参謀総長、満州軍総司令官 | 1906年（明治39年）4月1日   | 元帥陸軍大将従一位大勲位功一級公爵 |                                                  |
| 山縣有朋   | 内閣総理大臣                       | 1906年（明治39年）4月1日   | 元帥陸軍大将従一位大勲位功一級公爵 |                                                  |
| 桂太郎     | 内閣総理大臣                       | 1913年（大正2年）10月10日  | 陸軍大将従一位大勲位功三級公爵     | 死没数時間前に受勲                               |
| 井上馨     | 元老                               | 1915年（大正4年）9月1日    | 従一位大勲位侯爵                   | 没後受勲                                         |
| 松方正義   | 内閣総理大臣                       | 1916年（大正5年）7月14日   | 従一位大勲位公爵                   |                                                  |
| 徳大寺実則 | 宮内卿、内大臣兼侍従長             | 1919年（大正8年）6月4日    | 従一位大勲位公爵                   | 没後受勲                                         |
| 大隈重信   | 内閣総理大臣                       | 1922年（大正11年）1月10日  | 従一位大勲位侯爵                   | 没後受勲 現在は早稲田大学図書館所蔵              |
| 東郷平八郎 | 連合艦隊司令長官、海軍軍令部長     | 1926年（大正15年）11月11日 | 元帥海軍大将従一位大勲位功一級侯爵 |                                                  |
| 西園寺公望 | 内閣総理大臣                       | 1928年（昭和3年）11月10日  | 従一位大勲位公爵                   | 現在は国立公文書館所蔵                           |
| 山本権兵衛 | 内閣総理大臣                       | 1933年（昭和8年）12月9日   | 海軍大将従一位大勲位功一級伯爵     | 没後受勲                                         |
| 吉田茂     | 内閣総理大臣                       | 1967年（昭和42年）10月20日 | 従一位大勲位                       | 没後受勲 翌年9月に吉田邸から盗まれ所在不明となる |
| 佐藤栄作   | 内閣総理大臣                       | 1975年（昭和50年）6月3日   | 従一位大勲位                       | 没後受勲 現在は国立公文書館所蔵                  |
| 中曽根康弘 | 内閣総理大臣                       | 2019年（令和元年）11月29日 | 従一位大勲位                       | 没後受勲                                         |
| 安倍晋三   | 内閣総理大臣                       | 2022年（令和4年）7月8日    | 従一位大勲位                       | 没後受勲 大勲位菊花大綬章同時追贈                |

### 外国元首等
外国元首等に対する贈与の例は多い（「授与」は「〔君主がその臣下に〕授け与える」ことを意味する語なので外国人に対しては正式には「贈与」の語を用いる）。以下に著名な受章者を国名五十音順で挙げた。
| 国名               | 氏名                                            | 地位                                    | 贈与日                     | 備考                               |
| ------------------ | ----------------------------------------------- | --------------------------------------- | -------------------------- | ---------------------------------- |
| アフガニスタン王国 | ザーヒル・シャー                                | アフガニスタン国王                      | 1964年（昭和44年）4月8日   |                                    |
| アメリカ合衆国     | ドワイト・アイゼンハワー                        | アメリカ合衆国大統領                    | 1960年（昭和35年）9月8日   |                                    |
| アラブ首長国連邦   | ザーイド・ ビン＝スルターン・アール＝ナヒヤーン | アラブ首長国連邦 大統領（アブダビ首長） | 1990年（平成2年）5月11日   |                                    |
| イギリス           | エドワード7世                                   | イギリス国王                            | 1902年（明治35年）4月13日  |                                    |
| イギリス           | ジョージ5世                                     | イギリス国王                            | 1911年（明治44年）3月30日  |                                    |
| イギリス           | コノート公アーサー王子                          | イギリス王弟                            | 1912年（大正元年）         | 明治天皇の大喪の礼に参列           |
| イギリス           | ウェールズ大公エドワード（後のエドワード8世）   | イギリス王太子                          | 1922年（大正11年）         |                                    |
| イギリス           | グロスター公ヘンリー王子                        | イギリス王子                            | 1929年（昭和4年）          |                                    |
| イギリス           | ジョージ6世                                     | イギリス国王                            | 1937年（昭和12年）         |                                    |
| イギリス           | エリザベス2世                                   | イギリス女王                            | 1962年（昭和37年）7月10日  |                                    |
| イギリス           | チャールズ3世                                   | イギリス国王                            | 2024年（令和6年）6月14日   | 皇太子時代に大勲位菊花大綬章を贈与 |
| イタリア王国       | ヴィットーリオ・エマヌエーレ3世                 | イタリア国王                            | 1902年（明治35年）4月16日  |                                    |
| イラク             | ファイサル2世                                   | イラク国王                              | 1957年（昭和32年）11月8日  |                                    |
| イラン             | モハンマド・レザー・パフラヴィー                | イラン皇帝                              | 1958年（昭和33年）5月19日  |                                    |
| エチオピア帝国     | ハイレ・セラシエ1世                             | エチオピア皇帝                          | 1956年（昭和31年）11月16日 |                                    |
| オランダ           | ベアトリクス                                    | オランダ女王                            | 1991年（平成3年）10月17日  |                                    |
| オランダ           | ウィレム＝アレクサンダー                        | オランダ国王                            | 2014年（平成26年）10月24日 |                                    |
| オーストリア帝国   | フランツ・ヨーゼフ1世                           | オーストリア皇帝                        | 1898年（明治31年）10月25日 |                                    |
| カタール           | ハリーファ・ ビン・ハマド・アール＝サーニー     | カタール首長                            | 1984年（昭和59年）4月20日  |                                    |
| カンボジア         | ノロドム・シハモニ                              | カンボジア国王                          | 2010年（平成22年）5月11日  |                                    |
| クウェート         | サバーハ4世                                     | クウェート首長                          | 2012年（平成24年）3月13日  |                                    |
| サウジアラビア     | ファイサル                                      | サウジアラビア国王                      | 1971年（昭和46年）5月18日  |                                    |
| サウジアラビア     | サルマーン                                      | サウジアラビア国王                      | 2017年（平成29年）3月10日  |                                    |
| スウェーデン       | グスタフ6世アドルフ                             | スウェーデン国王                        | 1962年（昭和37年）7月10日  |                                    |
| スウェーデン       | カール16世グスタフ                              | スウェーデン国王                        | 1980年（昭和55年）4月11日  |                                    |
| スペイン           | フアン・カルロス1世                             | スペイン国王                            | 1980年（昭和55年）10月24日 |                                    |
| スペイン           | フェリペ6世                                     | スペイン国王                            | 2017年（平成29年）3月31日  |                                    |
| タイ               | ラーマ9世                                       | タイ国王                                | 1963年（昭和38年）5月24日  |                                    |
| 大韓帝国           | 純宗                                            | 大韓帝国皇帝                            | 1907年（明治40年）10月17日 |                                    |
| 大韓帝国           | 高宗                                            | 大韓帝国皇帝                            | 1919年（大正10年）1月21日  | 没後受勲                           |
| デンマーク         | マルグレーテ2世                                 | デンマーク女王                          | 1981年（昭和56年）4月17日  |                                    |
| ドイツ帝国         | ヴィルヘルム2世                                 | ドイツ皇帝                              | 1894年（明治27年）12月10日 |                                    |
| ドイツ帝国         | ハインリヒ皇子                                  | ドイツ皇弟                              | 1912年（大正元年）         | 明治天皇の大喪の礼に参列           |
| ネパール           | マヘンドラ・ ビール・ビクラム・シャハ           | ネパール国王                            | 1960年（昭和35年）4月15日  |                                    |
| ネパール           | ビレンドラ・ ビール・ビクラム・シャハ           | ネパール国王                            | 1975年（昭和50年）2月12日  |                                    |
| ノルウェー         | オーラヴ5世                                     | ノルウェー国王                          | 1983年（昭和58年）10月14日 |                                    |
| ノルウェー         | ハーラル5世                                     | ノルウェー国王                          | 2001年（平成13年）3月16日  |                                    |
| ブラジル           | エルネスト・ガイゼル                            | ブラジル大統領                          | 1976年（昭和51年）9月10日  |                                    |
| ブルネイ           | ハサナル・ボルキア                              | ブルネイ国王                            | 1984年（昭和59年）4月3日   |                                    |
| ベルギー           | レオポルド2世                                   | ベルギー国王                            | 1905年（明治38年）7月12日  |                                    |
| ベルギー           | ボードゥアン1世                                 | ベルギー国王                            | 1964年（昭和39年）1月14日  |                                    |
| ベルギー           | アルベール2世                                   | ベルギー国王                            | 1996年（平成8年）10月11日  |                                    |
| ベルギー           | フィリップ                                      | ベルギー国王                            | 2016年（平成28年）10月4日  |                                    |
| マレーシア         | サイード・プトラ                                | マレーシア国王                          | 1964年（昭和39年）6月15日  |                                    |
| マレーシア         | イスマイル・ナシルディン・ シャー               | マレーシア国王                          | 1970年（昭和45年）2月17日  |                                    |
| マレーシア         | アズラン・シャー                                | マレーシア国王                          | 1991年（平成3年）9月20日   |                                    |
| マレーシア         | アブドゥル・ハリム・ ムアザム・シャー           | マレーシア国王                          | 2012年（平成24年）9月25日  |                                    |
| 満洲国             | 愛新覚羅溥儀                                    | 満州国皇帝                              | 1934年（昭和9年）6月7日    |                                    |
| モロッコ           | ハサン2世                                       | モロッコ国王                            |                            |                                    |
| モロッコ           | ムハンマド6世                                   | モロッコ国王                            | 2005年（平成17年）11月22日 |                                    |
| ヨルダン           | フセイン1世                                     | ヨルダン国王                            | 1976年（昭和51年）3月2日   |                                    |
| ヨルダン           | アブドゥッラー2世                               | ヨルダン国王                            | 1999年（平成11年）11月26日 |                                    |
| ルクセンブルク     | ジャン                                          | ルクセンブルク大公                      | 1998年（平成10年）2月6日   |                                    |
| ルクセンブルク     | アンリ                                          | ルクセンブルク大公                      | 2017年（平成29年）11月21日 |                                    |
| ロシア帝国         | ニコライ2世                                     | ロシア皇帝                              | 1896年（明治29年）3月3日   |                                    |